# Womanhood Suffrage League of New South Wales
Womanhood Suffrage League of New South Wales, är en organisation för kvinnors rättigheter i Australien, grundad 1891. 
Den ledde rörelsen för kvinnlig rösträtt i delstaten New South Wales. Delstaten införde kvinnlig rösträtt 1902. 